# 火激
『火激』（かげき）は、カネコが開発し、タイトーによって1988年から稼動を開始したアーケード用格闘アクションゲーム。
1991年にはメガドライブ用ソフトとして移植された。

## 概要
8方向レバーと2ボタンで自分のプレイヤーを操作する。攻撃はジャブとストレートの2種類で、ジャブは連打が可能で、ストレートは威力がある。2ボタン同時押しでダッキングができる。
全9ステージで、CPUとの1対1の対戦形式である。埠頭とおぼしき場所でプレイヤーが敵キャラクターとタイマン勝負をする。画面構成は縦画面の横スクロールのフィールド。

### 敵キャラクター
第一隊隊長・安次
一番初めに戦う相手。体力が少なくなると画面奥にいる総長に向かって物言いをするが、側にいる政美に蹴られて追い返される。
第二隊隊長・桃田
対決前にドラム缶を持ち上げ爆発させ威嚇する。背面宙返りで攻撃を回避する。
第三隊隊長・竜二
持っている砂袋で攻撃する。
第四隊隊長・浩
太った元相撲取り。体力が少なくなると泣き出して、形振りかまわない攻撃をしてくる。この攻撃はしゃがんでよけることができない。倒されて下水道に放り込まれたはずだが今まで彼の所にいた雅美の番になると何故か戻って来ている。
たまにダイナマイトを投げて妨害してくる。
第五隊隊長・お杉
そばかすに狐目、いつも風邪マスクをしている。特徴は無く、いたってオーソドックスなスタイル。倒されても下水道には放り込まれなかったが松の番になるといつの間にか消えていた。
たまに乱入してきて触れると羽交い絞めにされる。
左参謀・太
対抗組織との抗争で殺傷歴あり、女装が趣味。対決前に不意打ちを喰らわせてプレイヤーの体力を若干減らす。体力が少なくなると肌が緑になり能力がアップする。
右参謀・政美
前科3犯。日本拳法を習得しており、体力が少なくなると飛び蹴り（旋風脚）をかましてくる。
直属隊隊長・松
参謀格。敗者を下水に投げ込む。自分の戦闘では鉄球を振り回しているが、体力が1メモリしかなくストレート一発で倒される。
途中で乱入してきて捕まると鎖がまきついて動きが取れなくなる。
総長
全て謎に包まれている。特徴は無いが能力は最強。防御も上手い。

## 移植版
| No. | タイトル | 発売日                  | 対応機種     | 開発元       | 発売元                       | メディア                | 型式            | 売上本数 | 備考 |
| --- | -------- | ----------------------- | ------------ | ------------ | ---------------------------- | ----------------------- | --------------- | -------- | ---- |
| 1   | 火激     | 1991年4月26日 1991年6月 | メガドライブ | ホット・ビィ | ホット・ビィ Sage's Creation | 5メガビットロムカセット | T-28013 T-47026 | -        |      |

メガドライブ版
- ホット・ビィから発売されている。当時としては大容量の5メガビットROMを使い、音声演出に力を注いだ。ホット・ビィのメガドライブ参入の第1弾としてタイトル発表されたが、幾度もの延期を重ねた。また、実際に発売された際にはカネコが「メガドライブ版は、同名のアーケードゲームとは無関係である」という趣旨の新聞広告を出している。
- 画面構成が縦画面から横画面になり、対戦場所も屋外からビルの内部に変更されている。また、アーケード版から登場する敵キャラクターたちと対決する前に数名の戦闘員と対決するというベルトスクロールアクションゲーム的な要素が加えられた。
- アーケード版ではストーリーが不明だったが、メガドライブ版では主人公の名前が慶（けい）となり、元プロボクサーで、弱い者いじめを嫌う正義感の強い青年という設定が追加された。また、凶悪不良集団「火激」の入団を断ったことから実弟が暴行を受けて病院送りとなり、仇を討つために火激のアジトである廃ビルへ殴りこむというストーリーが設定された。

## スタッフ
アーケード版
- ディレクター：金子浩
- プロダクション・スーパーバイザー：きくちひろし
- プロジェクト・リーダー：おいかわかずゆき
- プロジェクト・サブ・リーダー：H.MIKAMI
- プログラマー：おいかわかずゆき、さいぐさひろゆき、なりたのぶゆき、かとうたけお
- グラフィック・スーパーバイザー：M.OIKAWA
- グラフィック・デザイナー：たじまとくひさ、K.FUJIMOTO、松岡敬介、ふなつあやこ、くらたにあきこ、おきもととしこ、K.AWATO、M.ICHIKAWA
- サウンド・スーパーバイザー：渡辺達也
- サウンド・エディター：あいずせいいち
- ハード・デザイナー：H.NAGAYOSHI
- ロム・エディター：はまだたけし、はまだひでみ、いがらしさとし、Y.YAMAUCHI
- スペシャル・サンクス：K.YAMAGUCHI、まぶちゆうこ
- ゲーム・デザイナー：金子浩

メガドライブ版
- スクリーンプレイ：ONE TWO DIAMOND
- プログラミング：MR.NAGAYA、CUBE AND TODA
- グラフィック・デザイン：よろずやみけ、MOTOR GUNMA
- ミュージック・コンポジション：カネコ、メカノアソシエイツ
- ミュージック・アレンジ：メカノアソシエイツ
- サウンド・デザイン：すずきまさる
- ディレクター：PROFESSOR BANBAN
- プロデューサー：DRAMATIC A GO GO

## 評価
アーケード版
ゲーム誌『ゲーメスト』の企画「第2回ゲーメスト大賞」（1988年度）において年間ヒットゲームで48位を獲得した。
メガドライブ版
- ゲーム誌『ファミコン通信』の「クロスレビュー」では、6・6・5・4の合計21点（満40点）となっており[6][2]、レビュアーの意見としては、「『なめんなよ』、『やんのかコラ』などのセリフが、BGMにうまく溶け込んでいる。この間が絶妙」などと評されている[6]。

- ゲーム誌『メガドライブFAN』の読者投票による「ゲーム通信簿」での評価は以下の通りとなっており、17.21点（満30点）となっている[1]。同雑誌1993年7月号特別付録の「メガドライブ&ゲームギア オールカタログ'93」では、「業務用にはなかったアイテムの要素を付加して、ゲーム性をさらに高めている。業務用と同様に敵キャラがサンプリングで、しゃべりまくる」と紹介されている[1]。

| 項目 | キャラクタ | 音楽 | 操作性 | 熱中度 | お買得度 | オリジナリティ | 総合  |
| 得点 | 3.33       | 2.94 | 2.63   | 2.85   | 2.44     | 3.02           | 17.21 |

- ゲーム本『メガドライブ大全』（2004年、太田出版）では、「自分はホモの臭いがする美少年、登場するのはことごとくオッサンという濃さが素晴らしい」、「システムはヒット&アウェイを繰り返し、ジャブとストレートのコンビネーションで戦うというシンプルかつ緊張感に溢れたもので、移植に際して『ジャンプ』が追加されている」と評している[4]。